# Кабанов, Василий Александрович
Васи́лий Алекса́ндрович Каба́нов (11 мая 1927 — 27 июня 2010) — российский кораблестроитель, лауреат Государственной премии СССР (1978 год).

## Биография
Василий Александрович Кабанов родился 11 мая 1927 года в селе Сербино Котовского района Волгоградской области.
- 1947 год — окончил Северодвинский судостроительный техникум,
- 1967 год — окончил вечернее отделение Ленинградского кораблестроительного института.
- 1947-1986 — кораблестроитель: помощник мастера, мастер монтажных работ, инженер-механик, старший строитель — ответственный сдатчик подводных лодок. Работник Северного машиностроительного предприятия (Севмашпредприятие: Северодвинск Архангельской области).
  - В 1979-1985 годах — ответственный сдатчик головного ракетного подводного корабля стратегического назначения с высокоточными ракетами РСМ-54.

Василий Александрович длительное время руководил строительством, испытанием и сдачей дизельных и атомных подводных кораблей ВМФ.
Он участвовал в создании первой советской (третьей в мире) АПЛ «Ленинский комсомол».
С 1986 года на пенсии.
Василий Александрович скончался 27 июня 2010 года[где?]; похоронен в Северодвинске на кладбище «Миронова гора».

## Награды
Василий Александрович Кабанов был награждён орденами:
- — Трудового Красного Знамени,
- — «Знак Почёта»,

медалями[какими?].
Звание лауреата Государственной премии СССР ему было присвоено в 1978 году.